# 赤田祐一
赤田 祐一（あかた ゆういち、1961年11月29日 - ）は、日本のライター、編集者。
東京都生まれ、O型。『磯野家の謎』『バトル・ロワイアル』といった100万部を超えるベストセラーを手掛け、『Quick Japan』『あかまつ』『団塊パンチ』といった雑誌を立ち上げた編集者として知られる。1960年代から現在に至るまでの日本国内外のポップカルチャーに対する造詣が深い。

## 経歴
小学生時代は手塚治虫に熱中する。中学生時代には、カウンターカルチャー誌『ローリングストーン日本版』（鉄腕アトムが表紙になったこともある）に掲載されていた石上三登志の連載「手塚治虫の奇妙な世界」を読み漁り、石上が『SFマガジン』で連載していた「SFファンシー・フリー」などをきっかけにSFに興味を持つ。SF誌『奇想天外』や北山耕平編集長時代の『宝島』を愛読。シティボーイ特集の「ホールデン・コールフィールドと25％のビートルズ」という世代論に感銘をうける。
1978年、高校時代に第六回コミック・マーケットで漫画批評集団「迷宮」が制作していた同人誌『漫画新批評大系』を購入。感想の手紙を送ったことがきっかけで米澤嘉博と知り合い、その縁から渋谷の喫茶店「バラ苑」で行われていた迷宮の会合に参加したり、米澤の仕事を手伝うようになる。1979年、駒絵工房が復刻した徳南晴一郎の『怪談人間時計』を購入。
立教大学社会学部観光学科卒業。大学ではミステリクラブとロックサークルに入部。ミステリクラブは保守的なムードに耐えられず2年で退部。ロックサークルの同級生にはBuffalo Daughterの山本ムーグがいる。大学は池袋にあるが、当時の池袋駅周辺には、パンク／ニュー・ウェイヴが充実していたレコード店の五番街、マイナー書籍に強い芳林堂、池袋を代表した映画館である文芸坐などがあり、それらに通って知識を蓄えたという。
1983年、雑誌『宝島』にてライターデビュー。杉浦茂の特集記事などを担当。
1984年、飛鳥新社に入社。当時はヤンキー向け雑誌だった『ポップティーン』の編集を手掛ける。同誌では竹熊健太郎や岡崎京子などにも原稿・イラストを依頼していた。同時期、福冨忠和の主宰で行われた出版業界のパーティーで中森明夫と知り合う。
1986年、『ポップティーン』1986年1月号より連載「PICK UP〝なう〟」開始。『MOGA』（東京三世社）で「恐怖マンガ」について執筆。
1988年、『ポップティーン』誌編集の傍ら、初めての単行本、「怪獣博士」として知られた夭折した伝説的なライター・編集者大伴昌司の評伝『証言構成 OHの肖像 大伴昌司とその時代』を編集するが、テープ起こし代だけで約200万円を使い、8000部刷ったものの3500部程度しか売れず、大赤字であった。この頃、大泉実成と知り合う。『杉浦茂ワンダーランド　別巻：杉浦茂まんが研究 杉浦茂まんが研究』（ベップ出版）に寄稿。
1989年から1990年にかけて、『ポップティーン』誌が発祥となって社会現象化した人面犬ブーム時には、人面犬評論家として書籍やビデオに出演している。
1991年末、『SPA!』誌の特集「サブカルチャー最終戦争」を中森明夫らと手掛ける。同誌で新雑誌『Quick』（後の『Quick Japan』）の創刊を予告するが、飛鳥新社社長には新雑誌企画を蹴られ続ける。
1992年、編集を担当した東京サザエさん学会による『磯野家の謎』が、上下巻合わせて280万部の大ベストセラーとなる。この成績を武器に社長に先述の企画を再度提出するが、会社側は流通のみを担当し金は出さないと返答。結果、私財約600万円を投入し、1993年8月に『Quick Japan』創刊準備号を8000部制作。創刊準備号の完売が定期刊行の条件だったが果たせず、社内から理解を得られなかったことを契機に、飛鳥新社を退社。
1994年、『完全自殺マニュアル』の出版パーティで落合美沙（太田出版発行人）と出会い、話が合ったことで雑誌ごと太田出版に身売りし、『Quick Japan』は太田出版で継続された。1970年代、1980年代の忘れられたサブカルチャー（漫画、雑誌、音楽等）を再発掘する特集を多く組み、1990年代を代表するサブカルチャー雑誌として人気を博す。また大泉実成による連載「消えた漫画家」が人気を博したこともあり、米澤嘉博と竹熊健太郎の責任編集による「幻のカルト漫画作品」を復刻するシリーズ「QJ漫画選書」を企画・刊行し、話題を呼ぶ。
『QuickJapan』は18号まで編集長を務めた後、体調を崩し降板。22号で発行人からも降りる。ただし同誌にはその後も連載「奇妙な航海〜証言構成・もうひとつの『ポパイ』〜」（27号 - 30号）や「古本シビレ旅」（32号 - 39号）、座談会「初顔合わせ鼎談・小西康陽×坪内祐三×赤田祐一 あのころの雑誌たち」（49号）などで単発的に関わっている。
1998年、『文藝』1998年冬号で座談会「雑誌狂「少年」のスピリッツ PUNK&パンチの現在形」（松尾多一郎、北沢夏音、赤田祐一）掲載。
1998年末、雑誌『賞とるマガジン』1998年10月号掲載の枡野浩一によるコラムで、日本ホラー小説大賞の審査員全員に嫌悪感を表明された小説の存在を知り、作者にコンタクトを取る。結果、1999年春に太田出版から発売された高見広春『バトル・ロワイアル』は100万部を超えるベストセラーとなった。その後も『イギリス式 いたずらの天才』などの発行人をしているが、次のベストセラーを望む太田出版との行き違いから退社。
その後はまんだらけが発行する『まんだらけZENBU』にフリーエディターとして関わり、また同社から新しくニューエイジとアウトドアを軸にした、心と身体の健康雑誌（予定誌名は『スピリチュアル・スーパーマーケット』もしくは『シンプル・ライフ』）を立ち上げると予告していたものの、精神世界特有のノリに違和感を覚えはじめたため、未刊に終わる。
2000年、まんだらけ入社。この時初めてパソコンとインターネットを使い始める。2001年6月、コンセプチュアル・リビドー・マガジン『あかまつ』を創刊。当初は松沢呉一と共同編集の予定だったが、進行の遅れなどを理由に松沢は企画から降りている（誌名は2人の苗字を並べたもの）。まんだらけ社長は「警察につかまって来い」と注文したという。創刊号の売上不信を理由に社長が休刊を決め、2001年10月発行の別冊を含めて2冊で廃刊。それにあわせて同社を退社。同年、飛鳥新社に戻り、数多くの単行本を企画・編集。
2001年、『本の雑誌』222号に座談会「七十年代サブカル雑誌黄金期を振り返る」（遠藤論、中森明夫、赤田祐一）掲載。
2002年10月、『Quick Japan』の連載をまとめて加筆した『証言構成 ポパイの時代--ある雑誌の奇妙な航海』を刊行。雑誌『POPEYE』をカタログ誌のルーツとしてでなく、1970年代の思想誌として新たな価値体系を提示した一冊であり、小西康陽も絶賛した（その流れで小西は『READYMADE MAGAZINE』創刊号で原稿依頼をしている）。
2003年より『Spectator』誌にロング・インタビュー企画で関わり始める。10号で「日本におけるライフスタイル・マガジンの草分け的存在『暮しの手帖』の創始者＆二代目編集長への超ロング・インタビュー」を行い、13号（2005年春号）より「STORY TELLING」と題したインタビュー連載を開始。13号で鶴本晶三、14号（2005年夏号）で横山泰三インタビュー、15号（2006年春号）で水野良太郎、16号で「ロンドンマガジン最前線2006　新雑誌の今をさぐる」、17号で坂本正治に取材。20号より連載「証言構成『COM』の時代――あるマンガ雑誌の回想 1967-1973」を開始（ - 29号）。この連載をまとめた単行本が本の雑誌社から2014年7月刊行予定とアナウンスされていたが、同社からは発売中止となった。
2003年、『QuickJapan』49号で座談会「未来の雑誌狂ジェネレーションへ」（小西康陽、坪内祐三、赤田祐一）掲載。
2006年4月、『団塊パンチ』創刊。書籍扱いで5号、雑誌扱いで5号を刊行。2009年4月号で休刊になるまで、編集長を務めた。
2011年、『アイデア』347号より、ばるぼらと連載「20世紀エディトリアル・オデッセイ」開始（ - 357号）。
2012年、飛鳥新社を退社。『Spectator』編集に本格的に関わり、26号から編集部に入る。
2013年、ばるぼらと共著で単行本『消されたマンガ』（鉄人社）発売。
2014年2月、1996年に自らが編集に携わった漫画家・山田花子の日記を『自殺直前日記 改』（鉄人社）として完全復刻発売。4月、共著『20世紀エディトリアル・オデッセイ』（誠文堂新光社）発売。

## エピソード
- 『ウイークエンドスーパー』の読者投書欄に2回程掲載されている。
- デザイナー羽良多平吉の個人誌『ダヴレクシィー』を見て事務所に「手伝わせてくれ」と押しかけたことがある。
- 『ポップティーン』編集時代、千葉県のブラックエンペラーを取材し、ハコ乗りを体験。
- 弟は赤田義郎。高校時代、ボクシングでインターハイ出場。日本大学芸術学部時代、武邑光裕の門下。キックボクサー、雑誌編集（『平凡パンチ』、『BRUTUS』）、ゲーム開発（セガ→スクウェア→スクウェアUSA→任天堂と電通の合弁会社）、現在はセレクトショップのビームスのコンプライアンス推進室 室長。フリー編集者の頃は、赤羽の居酒屋で元ムエタイ王者のタイ人に挑んでボコボコにされた、NYでウィリアム・S・バロウズと午後ティー、修善寺の駅員にキレて首を絞めた、ドルフ・ラングレンの来日時に苦手なお蕎麦のネギを食べてあげた、アイドルと交際してることがバレてアイドルの所属事務所で土下座、元横綱北尾光司とマブダチ、赤坂で著名空手家と殴り合いの喧嘩をして勝った 等々、いろんな意味でハードコアだったが、サラリーマンになってからは柔和になり逆にこわい。得意技は、左のショートフックとベトナムホイップ。
- 従甥は映画監督・現代アーティスト[5]の Kimi Meguro[6] 。福島県生まれ。1968年より開催の第13回タシケント国際映画祭（2021年版）へ招待。第14回版には、北野武が旧ソ連・ウズベキスタンへ招待され、功労賞[7]。（2000年公開映画『バトル・ロワイアル』にビートたけしが出演。）また、2019年公開映画『旅のおわり世界のはじまり』監督・黒沢清の次に、ウズベキスタンで映画制作[8]をした日本人監督。製作会社は黒沢と同じ1925年設立のウズベクフィルム（UZBEKKINO）。タイトルは『Pueblo[9][10]』。

## 著書
- 『「ポパイ」の時代 ある雑誌の奇妙な航海』（太田出版／2002年10月）
- 『消されたマンガ』（鉄人社／2013年7月）※ばるぼらと共著 
  - 『定本 消されたマンガ』（彩図社／2016年4）
- 『20世紀エディトリアル・オデッセイ』（誠文堂新光社／2014年4月）※ばるぼらと共著
- 『戦後怪奇マンガ史』米沢嘉博 (著)、赤田祐一 (編集)、2016年7月／鉄人社、のち鉄人文庫 2019年1月）
- 『ヒッピーの教科書』赤田祐一(原作)、関根美有(作画)、エディトリアル・デパートメント／2024年6月）